# Posse (Goiás)
Posse ist eine Gemeinde (municipio) in der Region Vão do Paranã im brasilianischen Bundesstaat Goiás.
Er liegt am Highway BR-020 von Brasília nach Salvador da Bahia, knapp 300 km nordöstlich der brasilianischen Hauptstadt nur etwa 25 km vor der Grenze zu Bahia.

## Persönlichkeiten
- Tomás Balduino (1922–2014), Bischof
- Elierce Barbosa de Souza (* 1988), Fußballspieler